# The Moth Diaries
The Moth Diaries è un film del 2011 diretto da Mary Harron.
Il soggetto è tratto dall'omonimo libro di Rachel Klein.

## Trama
All'inizio di un nuovo anno di liceo in un collegio d'élite, Rebecca ritorna a scuola speranzosa di ritrovare le compagne che tanto l'hanno aiutata, nei due anni precedenti, ad affrontare il suicidio del padre. Tra queste, la sua migliore amica è Lucy, solare ed innocente, con la quale condivide l'alloggio nel dormitorio. All'arrivo di Ernessa, una misteriosa e affascinante ragazza europea, tuttavia, il suo rapporto con Lucy va in frantumi. A mano a mano che Ernessa accentra su di sé le sue attenzioni, il corpo di Lucy, giovane e sano al principio, si fa sempre più pallido, debole ed emaciato, come se qualcosa le succhiasse la vita stessa.
Tuttavia, i dubbi che Rebecca solleva sul comportamento di Ernessa e sullo stato di salute di Lucy vengono interpretati dai più come conseguenza della sua gelosia per l'amicizia perduta. Nel corso di letteratura inglese, Mr. Davies invita le sue studentesse a leggere Carmilla, di Sheridan Le Fanu. Il racconto ossessiona Rebecca, che vi vede sempre maggiori somiglianze tra la vicenda del vampiro descritto nel racconto, le stravaganze di Ernessa e la consunzione di Lucy. Quando la scuola è sconvolta da morti misteriose, come quelle di Dora e della governante Miss Bobby, si convince che Ernessa sia un vampiro. Rebecca si trova però isolata: diverse compagne hanno lasciato la scuola, altre la evitano e Mr. Davies, cui confida i suoi sospetti, tradisce la sua fiducia.
Quando la misteriosa malattia porta Lucy alla morte, Rebecca si scopre a dover lottare per la propria vita, e decide così di scovare il nascondiglio di Ernessa: il seminterrato della scuola. Qui trova il diario di Ernessa, risalente al 1907, e scopre che, oltre a essere morta, la ragazza vuole che anche lei si suicidi in quell'edificio e nel suo stesso modo: tagliandosi le vene in una vasca da bagno. Rebecca, decisa a chiudere la storia,  torna il giorno dopo con una tanica di cherosene. Nel seminterrato trova Ernessa, e appicca un incendio bruciando la ragazza. Uscita dalla struttura, Rebecca vede lo spirito di Ernessa scomparire, e capisce di aver liberato lei e se stessa.